# Ornithogalum baeticum
Ornithogalum baeticum là một loài thực vật có hoa trong họ Măng tây. Loài này được Boiss. mô tả khoa học đầu tiên năm 1838.